# Temelucha fulvescens
Temelucha fulvescens là một loài tò vò trong họ Ichneumonidae.